# Anna Šímová
Anna Šímová (25. června 1920 - ???) byla česká a československá politička Komunistické strany Československa a poúnorová poslankyně Národního shromáždění ČSSR.

## Biografie
Ve volbách roku 1960 byla zvolena do Národního shromáždění ČSSR za Severočeský kraj. Podílela se na projednání nové ústavy ČSSR z roku 1960. V Národním shromáždění zasedala až do konce volebního období parlamentu, tedy do voleb v roce 1964.